# Lucius Mummius Achaicus
Lucius Mummius Achaicus, död omkring 143 f. Kr., var en romersk militär.
Lucius Mummius besegrade som konsul 146 f. Kr. akajerna i slaget vid Leukopetra och intog Korinth, som på senatens befallning plundrades och jämnade med marken. Ett oerhört byte togs, och Mummius hemförde till Italien mängder med grekiska konstskatter för statens räkning. Själv syns Mummius ha varit oegennyttig, en barsk, obildad krigare av gammalromersk typ.